# ستان وليامز (لاعب كرة قدم أسترالية)
ستان وليامز (بالإنجليزية: Stan Williams)‏ هو لاعب كرة قدم أسترالية أسترالي، ولد في 19 يوليو 1891، وتوفي في 25 مايو 1966.

## وصلات خارجية
- ستان وليامز على موقع AustralianFootball.com (الإنجليزية)
- ستان وليامز على موقع AFLtables.com (الإنجليزية)